# Augustyn Denizot
Augustyn Denizot (ur. 16 grudnia 1836 w Villers-aux-Bois, zm. 6 listopada 1910 w Poznaniu) – francuski ogrodnik i sadownik pracujący przede wszystkim w Polsce.

## Życiorys
Był synem handlarza drewnem Piotra i Eufrazji Victorine z domu Baudin. Od 1856 do 1858 uczył się w szkole ogrodniczej w Chaltrait. W 1859 hrabia Albin Belina Węsierski sprowadził go do swojego majątku w Zakrzewie koło Gniezna. Jego zadaniem było założenie parku i sadów owocowych. To właśnie dzięki inicjatywie Węsierskiego i pracy Denizota spopularyzowano w Wielkopolsce sadownictwo, a szkółki zakrzewskie stały się znane w całym regionie, przyjmując na naukę młodych adeptów zawodu. Wkrótce zaczął otrzymywać kolejne zlecenia na zakładanie parków oraz sadów w wielkich majątkach ziemskich nie tylko w Wielkopolsce, ale i na Pomorzu oraz Kielecczyźnie. To on urządził parki przy takich pałacach jak turewski, kopaszewski, czy uzarzewski. Prowadził również renowację ogrodów kórnickich.
W grudniu 1867 przeprowadził się do podpoznańskiego wówczas Górczyna, gdzie otworzył własne przedsiębiorstwo branży ogrodniczo-sadowniczej. Rozwijało się ono na tyle dynamicznie, że w 1876 zakupił oraz wydzierżawił kolejne grunty na Wildzie. Zdobywał nagrody na wystawach ogrodniczych. W 1879 przeniósł przedsiębiorstwo na ulicę Kolejową na Łazarzu. Na powierzchni trzech hektarów założył tu szkółkę z drzewami i krzewami. W ofercie posiadał m.in. rzadkie gatunki z Ameryki Północnej i Azji. W 1900 kupił kolejne hektary ziemi w Luboniu, gdzie na trzydziestu hektarach zorganizował kolejne szkółki.
Pochowany został na cmentarzu świętomarcińskim. Jego szczątki i grób przeniesiono w czasie II wojny światowej na cmentarz w Luboniu. Po 1939 jego majątek wildecki został rozparcelowany i zabudowany (w XXI wieku na tym terenie powstał hotel Moderno i dyskont Biedronka). Na działce należącej do Denizotów znajdował się także młyn Hermanka.

## Rodzina
W 1865 ożenił się z Antoniną Nowacką, z którą miał córkę Marię (ur. 1877) oraz czterech synów: Edmunda (ur. 1867), Edwarda, Zygmunta (obaj urodzeni w 1870) i Alfreda (1873-1937, fizyka, profesora Uniwersytetu Poznańskiego).